# فهرست سلاطین ممالیک مصر
سلطنت مملوک، یا ممالیک مصر، نام حکومتی بود که در سال ۶۴۸ هجری قمری (۱۲۵۰م) توسط مملوکان سلطان ایوبی، الصالح ایوب، پایه‌گذاری و جایگزین ایوبیان در مصر شد. پایتخت این دولت در قاهره قرار داشت و در اوج اقتدار خود شامل مصر، شام، بخش‌هایی از آناتولی، شمال بین‌النهرین و حجاز می‌شد. سلطنت ممالیک با هجوم امپراتوری عثمانی به رهبری سلطان سلیم یکم در سال ۹۲۲ هجری قمری (۱۵۱۷م) به پایان رسید.
در طول تاریخ، ۴۸ فرد به تخت سلطنت ممالیک رسیدند. گرچه برخی سلاطین چندین بار به قدرت رسیده‌اند (ناصرالدین محمد بن قلاوون سه بار، ناصر حسن بن محمد بن قلاوون، ظاهر سیف‌الدین برقوق و ناصر فرج دو بار). تاریخ سلطنت ممالیک به دو دوره بحری و برجی تقسیم می‌شود. ۲۴ سلطان بحری بیشترشان مملوکان ترک‌تبار بودند و ۲۴ سلطان برجی اکثراً از مملوکان چرکس‌تبار به‌شمار می‌رفتند. نخستین سلطانی که از مملوکان بحری برخاست رکن‌الدین بیبرس بود. با آن که عموماً سه سلطان قبلی، یعنی آیبک، فرزندش نورالدین علی و سیف‌الدین قطز، جزء ممالیک بحری به‌شمار می‌روند، اما در حقیقت جزء مملوکان بحری نبودند. ممالیک برجی با ظهور ظاهر سیف‌الدین برقوق در سال ۷۸۴ ق / ۱۳۸۲ م قدرت سلطنت ممالیک را به دست گرفتند. یکی از سلاطین مملوکی،  المستعین، علاوه بر منصب سلطانی، منصب خلافت را هم بر عهده داشت و مدتی توسط امیران برجی به قدرت رسید.

## فهرست سلاطین
| ۱  | الملک المعز                         | عزالدین آیبک                | ۲۲ ربیع الثانی ۶۴۸ / ۳۱ جولای ۱۲۵۰   | ۱۶ ربیع الاول ۶۵۵ / ۱۰ آپریل ۱۲۵۷    | ترکمن             | از غلامان رده‌میانی سلطان ایوبی، الصالح ایوب، که با بیوه او، شجر الدر، ازدواج کرد. شجر الدر در ۲ مه ۱۲۵۰ به سلطنت می‌رسد اما مدتی بعد به نفع همسرش آیبک از مقام سلطنت استعفا می‌دهد و آیبک به سلطنت می‌رسد.                                                         |  |
| ۲  | الملک المنصور                       | نورالدین علی                | ۲۱ ربیع الاول ۶۵۵ / ۱۵ آپریل ۱۲۵۷    | ذی القعده ۶۵۷ / نوامبر ۱۲۵۹          | ترکمن             | پسر آیبک. |  |
| ۳  | الملک المظفر                        | سیف‌الدین قطز                | ذی القعده ۶۵۷ / نوامبر ۱۲۵۹          | ۱۵ ذی القعده ۶۵۸ / ۲۴ اکتبر ۱۲۶۰     | خوارزمی           | ابتدا غلام آیبک و سپس فرمانده سپاه ممالیک، قائم مقام آیبک، و از افراد بانفوذ دوران سلطنت نورالدین علی. |  |
| ۴  | الملک الظاهر ابوالفتوح              | رکن‌الدین بیبرس              | ۱۹ ذی القعده ۶۵۸ / ۲۴ اکتبر ۱۲۶۰     | ۲۷ محرم ۶۷۶ / ۱ جولای ۱۲۷۷           | ترک قپچاق         | مملوک بحری و بنیانگذار شاخه ممالیک بحری. |  |
| ۵  | الملک السعید ابوالمعالی             | ناصرالدین محمد برکه         | ۲۷ صفر ۶۷۶ / ۱ آگوست ۱۲۷۷            | ۱۷ ربیع الثانی ۶۷۸ / ۳۱ اگوست ۱۲۷۹   | ترک قپچاق         | پسر بیبرس و همسرش، که دختر حسام الدین برکه خان از فرماندهان جنگجوی خوارزمی بود که پسر حاصل از این ازدواج به نام او برکه نامگذاری شد. |  |
| ۶  | الملک العادل ابن‌البدویه             | بدرالدین سلامش              | ربیع الثانی ۶۷۸ / سپتامبر ۱۲۷۹       | رجب ۶۷۸ / نوامبر ۱۲۷۹                | ترک قپچاق         | پسر بیبرس. |  |
| ۷  | الملک المنصور ابوالمعالی و ابوالفتح | سیف‌الدین قلاوون             | رجب ۶۷۸ / نوامبر ۱۲۷۹                | ۵ ذی القعده ۶۸۹ / ۱۰ نوامبر ۱۲۹۰     | ترک قپچاق         | مملوک بحری و از امیران مهم عصر بیبرس و اتابک سلامیش |  |
| ۸  | الملک الاشرف                        | صلاح‌الدین خلیل              | ۷ ذی القعده ۶۸۹ / ۱۲ نوامبر ۱۲۹۰     | ۱۲ محرم ۶۹۳ / ۱۲ دسامبر ۱۲۹۳         | ترک قپچاق         | پسر قلاوون. |  |
| ۹  | الملک الناصر ابوالمعالی و ابوالفتح  | ناصرالدین محمد              | ۱۴ محرم ۶۹۳ / ۱۴ دسامبر ۱۲۹۳         | محرم ۶۹۴ / دسامبر ۱۲۹۴               | ترک قپچاق         | پسر قلاوون. سلطنت اول |  |
| ۱۰ | الملک العادل                        | زین‌الدین کتبغا              | محرم ۶۹۴ / دسامبر ۱۲۹۴               | ۱۲ صفر ۶۹۶ / ۷ دسامبر ۱۲۹۶           | مغول              | غلام قلاوون. |  |
| ۱۱ | الملک المنصور ابوالفتوح             | حسام‌الدین لاجین             | ۱۲ صفر ۶۹۶ / ۷ دسامبر ۱۲۹۶           | ۴ ربیع الثانی ۶۹۸ / ۱۶ ژانویه ۱۲۹۹   | چرکس              | غلام قلاوون. با رکن الدین بیبرس جاشنکیر خویشاوندی داشت. |  |
| ۱۲ | الملک الناصر ابوالمعالی و ابوالفتح  | ناصرالدین محمد              | ۴ ربیع الثانی ۶۹۸ / ۱۶ ژانویه ۱۲۹۹   | ۱۰ شوال ۷۰۸ / مارس ۱۳۰۹              | ترک قپچاق         | سلطنت دوم |  |
| ۱۳ | الملک المظفر ابوالفتح               | رکن‌الدین بیبرس جاشنکیر      | ۲۳ شوال ۷۰۸ / آپریل ۱۳۰۹             | ۲۴ رمضان ۷۰۹ / ۵ مارس ۱۳۱۰           | چرکس              | غلام قلاوون. با حسام الدین لاجین خویشاوندی داشت. |  |
| ۱۴ | الملک الناصر ابوالمعالی و ابوالفتح  | ناصرالدین محمد              | ۲۴ رمضان ۷۰۹ / ۵ مارس ۱۳۱۰           | ۱۲ ذی الحجه ۷۴۱ / ۶ ژوئن ۱۳۴۱        | ترک قپچاق         | سلطنت سوم |  |
| ۱۵ | الملک المنصور                       | سیف‌الدین ابوبکر             | ۱۴ ذی الحجه ۷۴۱ / ۸ ژوئن ۱۳۴۱        | صفر ۷۴۲ / اگوست ۱۳۴۱                 | ترک قپچاق         | پسر ناصرالدین محمد و کنیزش، نرجس. در دوران سلطنت او قدرت واقعی در دست غلام و امیر ارشد ناصرالدین محمد، قوصون، بود. |  |
| ۱۶ | الملک الاشرف                        | علاءالدین کجک               | صفر ۷۴۲ / آگوست ۱۳۴۱                 | ۲ شعبان ۷۴۲ / ۲۱ ژانویه ۱۳۴۲         | ترک قپچاق و تاتار | پسر ناصرالدین محمد و کنیز تاتارش، آردو. در هنگام شیرخوارگی توسط قوصون به سلطنت رسید. |  |
| ۱۷ | الملک الناصر                        | شهاب‌الدین احمد              | ۲ شعبان ۷۴۲ / ۲۱ ژانویه ۱۳۴۲         | ۱۴ محرم ۷۴۳ / ۲۷ ژوئن ۱۳۴۲           | ترک قپچاق         | پسر ناصرالدین محمد و کنیزش، بیاض. |  |
| ۱۸ | الملک الصالح ابوالفداء              | عمادالدین اسماعیل           | ۱۴ محرم ۷۴۳ / ۲۷ ژوئن ۱۳۴۲           | ۲۵ ربیع الاول ۷۴۶ / ۳ آگوست ۱۳۴۵     | ترک قپچاق         | پسر ناصرالدین محمد و یکی از کنیزانش. |  |
| ۱۹ | الملک الکامل                        | سیف‌الدین شعبان              | ۲۵ ربیع الاول ۷۴۶ / ۳ آگوست ۱۳۴۵     | ۲۲ جمادی الاول ۷۴۷ / ۱۸ سپتامبر ۱۳۴۶ | ترک قپچاق         | برادر تنی عمادالدین اسماعیل و پسر ناصرالدین محمد. |  |
| ۲۰ | الملک المظفر                        | سیف‌الدین حاجی               | ۲۲ جمادی الاول ۷۴۷ / ۱۸ سپتامبر ۱۳۴۶ | ۲۷ شعبان ۷۴۸ / ۱۰ دسامبر ۱۳۴۷        | ترک قپچاق         | پسر ناصرالدین محمد و یکی از کنیزانش. |  |
| ۲۱ | الملک الناصر                        | بدرالدین حسن                | ۲۷ شعبان ۷۴۸ / دسامبر ۱۳۴۷           | ۱۹ جمادی الثانی ۷۵۲ / ۲۱ آگوست ۱۳۵۱  | ترک قپچاق         | سلطنت اول. پسر ناصرالدین محمد و کنیزش کودا که در کودکی حسن درگذشت. حسن در کودکی به سلطنت رسید و چهار امیر ارشد به نام‌های شیخو النصیری، تاز النصیری، منجک الیوسفی و بایبوقه القاسمی در قدرت واقعی سهیم بودند. حسن زمانی که قدرت آنها را به چالش کشید، سرنگون شد. |  |
| ۲۲ | الملک الصالح                        | صلاح‌الدین صالح              | ۱۹ جمادی الثانی ۷۵۲ / ۲۱ اگوست ۱۳۵۱  | ۲۴ رمضان ۷۵۵ / ۲۰ اکتبر ۱۳۵۴         | ترک قپچاق         | پسر ناصرالدین محمد و همسرش قتلغ‌مالک، دختر امیر تنکیز الحسامی. |  |
| ۲۳ | الملک الناصر                        | بدرالدین حسن                | ۲۴ رمضان ۷۵۵ / ۲۰ اکتبر ۱۳۵۴         | ۲۹ ربیع الثانی ۷۶۲ / ۱۶ مارس ۱۳۶۱    | ترک قپچاق         | سلطنت دوم. او توسط امیر یالبوغا العمری کشته شد. |  |
| ۲۴ | الملک المنصور                       | صلاح‌الدین محمد              | ۳۰ ربیع الثانی ۷۶۲ / ۱۷ مارس ۱۳۶۱    | ۶ شعبان ۷۶۴ / ۲۹ می ۱۳۶۳             | ترک قپچاق         | پسر حاجی. قدرت واقعی در دست امیر یلبغا العمری بود که سپس توسط او سرنگون شد. |  |
| ۲۵ | الملک الاشرف ابوالمعالی             | زین‌الدین یا ناصرالدین شعبان | ۶ شعبان ۷۶۴ / ۲۹ می ۱۳۶۳             | ۲۵ شوال ۷۷۸ / ۱۵ مارس ۱۳۷۷           | ترک قپچاق         | پسر الامجد حسین (وفات. ۷۶۴ / ۱۳۶۳)، آخرین پسر ناصرالدین محمد که هیچ‌گاه به سلطنت نرسید. |  |
| ۲۶ | الملک المنصور                       | علاءالدین علی               | ۲۵ شوال ۷۷۸ / ۱۵ مارس ۱۳۷۷           | ۱۵ صفر ۷۸۳ / ۱۹ می ۱۳۸۱              | ترک قپچاق         | پسر زین‌الدین شعبان. در هنگام نوزادی به سلطنت رسید و قدرت واقعی در ابتدا در اختیار دو امیر به نام ایبک و قرتای بود تا زمانی که دومی توسط اولی برکنار شد. ایبک بعداً کشته شد و قدرت به ظاهر سیف‌الدین برقوق، «غلام» سابق یلبغا ناصری رسید.                          |  |
| ۲۷ | الملک الصالح                        | صلاح‌الدین حاجی              | ۱۵ صفر ۷۸۳ / ۱۹ می ۱۳۸۱              | ۱۹ رمضان ۷۸۴ / ۲۶ نوامبر ۱۳۸۲        | ترک قپچاق         | پسر زین‌الدین شعبان. در نوزادی به سلطنت رسید و قدرت واقعی در دست برقوق بود. |  |
| ۲۸ | الملک الظاهر ابوسعید                | سیف‌الدین برقوق              | ۱۹ رمضان ۷۸۴ / ۲۶ نوامبر ۱۳۸۲        | ۲۷ جمادی الاول ۷۹۰ / ۱ ژوئن ۱۳۸۹     | چرکس              | غلام یلبغا ناصری. پسر انس، که در سال ۷۹۱ / ۱۳۸۱ توسط برقوق به مصر آورده شد و مسلمان شد. سلطنت اول. بنیانگذار دولت ممالیک برجی. |  |
| ۲۹ | الملک الصالح                        | صلاح‌الدین حاجی              | ۲۷ جمادی الاول ۷۹۱ / ۱ ژوئن ۱۳۸۹     | ۱۴ صفر ۷۹۲ / ۲۲ ژانویه ۱۳۹۰          | ترک قپچاق         | سلطنت دوم. در طی یک شورش، برقوق را سرنگون کرد و خود را بر تخت نشاند. وقتی که برقوق دوباره سلطنت را بدست می‌آورد، به حاجی اجازه اقامت در قلعه صلاح‌الدین را می‌دهد.                                                                                                 |  |
| ۳۰ | الملک الظاهر ابوسعید                | سیف‌الدین برقوق              | ۱۴ صفر ۷۹۲ / ۲۲ ژانویه ۱۳۹۰          | ۱۵ شوال ۸۰۱ / ۲۰ ژوئن ۱۳۹۹           | چرکس              | سلطنت دوم |  |
| ۳۱ | الملک الناصر ابوالسعادات            | زین‌الدین یا ناصرالدین فرج   | ۱۵ شوال ۸۰۱ / ۲۰ ژوئن ۱۳۹۹           | ۱۶ ربیع الاول ۸۰۸ / ۲۰ سپتامبر ۱۴۰۵  | چرکس              | پسر برقوق. |  |
| ۳۲ | الملک المنصور ابوالعز               | عزالدین عبدالعزیز           | ۱۶ ربیع الاول ۸۰۸ / ۲۰ سپتامبر ۱۴۰۵  | جمادی الاول ۸۰۸ / نوامبر ۱۴۰۵        | چرکس              | پسر برقوق. |  |
| ۳۳ | الملک الناصر ابوالسعادات            | زین‌الدین یا ناصرالدین فرج   | جمادی الاول ۸۰۸ / نوامبر ۱۴۰۵        | ۲ صفر ۸۱۵ / ۲۳ می ۱۴۱۲               | چرکس              | سلطنت دوم. |  |
| ۳۴ | الملک العادل ابوالفضل               | العباس المستعین بالله       | ۲ صفر ۸۱۵ / ۲۳ می ۱۴۱۲               | ۲۲ رجب ۸۱۵ / ۶ نوامبر ۱۴۱۲           | عرب               | از خلفای عباسی در قاهره. وی از سوی شیخ المحمودی، امیر برجی، به سلطنت رسید، اما سپس توسط او مجبور به کناره‌گیری شد. |  |
| ۳۵ | الملک المؤید ابوالنصر               | سیف‌الدین شیخ المحمودی       | ۲۲ رجب ۸۱۵ / ۶ نوامبر ۱۴۱۲           | ۲۹ ذی الحجه ۸۲۳ / ۱۳ ژانویه ۱۴۲۱     | چرکس              | غلام برقوق. |  |
| ۳۶ | الملک المظفر ابوالسعادات            | شهاب‌الدین احمد              | ۲۹ ذی الحجه ۸۲۳ / ۱۳ ژانویه ۱۴۲۱     | ۲۰ شعبان ۸۲۴ / ۲۹ آگوست ۱۴۲۱         | چرکس              | پسر شیخ المحمودی. در هنگام نوزادی به سلطنت رسید. |  |
| ۳۷ | الملک الظاهر                        | سیف‌الدین تاتار (طَطَر)        | ۲۰ شعبان ۸۲۴ / ۲۹ آگوست ۱۴۲۱         | ۲۵ ذی القعده ۸۲۴ / ۳۰ نوامبر ۱۴۲۱    | چرکس              | غلام برقوق. |  |
| ۳۸ | الملک الصالح                        | ناصرالدین محمد              | ۲۵ ذی القعده ۸۲۴ / ۳۰ نوامبر ۱۴۲۱    | ۲۹ ربیع الاول ۸۲۵ / ۱ آپریل ۱۴۲۲     | چرکس              | پسر تاتار. در هنگام نوزادی به سلطنت رسید. |  |
| ۳۹ | الملک الاشرف ابوالنصر               | سیف‌الدین برسبای             | ۲۹ ربیع الاول ۸۲۵ / ۱ آپریل ۱۴۲۲     | ۴ ذی الحجه ۸۴۱ / ۷ ژوئن ۱۴۳۸         | چرکس              | غلام برقوق.پیش از سرنگون کردن ناصرالدین محمد، معلم او بود. |  |
| ۴۰ | الملک العزیز ابوالمحاسن             | جمال‌الدین یوسف              | ۴ ذی الحجه ۸۴۱ / ۷ ژوئن ۱۴۳۸         | ۱۰ ربیع الاول ۸۴۲ / ۹ سپتامبر ۱۴۳۸   | چرکس              | پسر برسبای. در هنگام به سلطنت رسیدن کودک بود. |  |
| ۴۱ | الملک الظاهر ابوسعید                | سیف‌الدین جقمق               | ۱۰ ربیع الاول ۸۴۲ / ۹ سپتامبر ۱۴۳۸   | ۱۲ محرم ۸۵۷ / ۱ فوریه ۱۴۵۳           | چرکس              | غلام برقوق. |  |
| ۴۲ | الملک المنصور ابوالسعادات           | فخرالدین عثمان              | ۱۲ محرم ۸۵۷ / ۱ فوریه ۱۴۵۳           | ۲۴ صفر ۸۵۷ / ۱۵ مارس ۱۴۵۳            | چرکس              | پسر جقمق. |  |
| ۴۳ | الملک الاشرف ابوالنصر               | سیف‌الدین اینال              | ۲۴ صفر ۸۵۷ / ۱۵ مارس ۱۴۵۳            | ۶ جمادی الاول ۸۶۵ / ۲۶ فوریه ۱۴۶۱    | چرکس              | غلام برقوق. |  |
| ۴۴ | الملک المؤید ابوالفتح               | شهاب‌الدین احمد              | ۶ جمادی الاول ۸۶۵ / ۲۶ فوریه ۱۴۶۱    | ۶ ربیع الثانی ۸۶۵ / ۲۸ ژوئن ۱۴۶۱     | چرکس              | پسر اینال. |  |
| ۴۵ | الملک الظاهر ابوسعید                | سیف‌الدین خوشقدم             | ۶ ربیع الثانی ۸۶۵ / ۲۸ ژوئن ۱۴۶۱     | ۱ ربیع الاول ۸۷۲ / ۹ اکتبر ۱۴۶۷      | یونانی            | غلام شیخ المحمودی. |  |
| ۴۶ | الملک الظاهر ابوالنصر و ابوسعید     | سیف‌الدین بلبای              | ۱ ربیع الاول ۸۷۲ / ۹ اکتبر ۱۴۶۷      | ۲۷ ربیع الثانی ۸۷۲ / ۴ دسامبر ۱۴۶۷   | چرکس              | غلام شیخ المحمودی. |  |
| ۴۷ | الملک الظاهر ابوالنصر               | تمربغا                      | ۲۷ ربیع الثانی ۸۷۲ / ۴ دسامبر ۱۴۶۷   | ۲۶ جمادی الثانی ۸۷۲ / ۳۱ ژانویه ۱۴۶۸ | یونانی            | غلام جقمق. |  |
| ۴۸ | الملک الاشرف ابوالنصر               | سیف‌الدین قایتبای            | ۲۶ جمادی الثانی ۸۷۲ / ۳۱ ژانویه ۱۴۶۸ | ۱۸ ذی القعده ۹۰۱ / ۷ آگوست ۱۴۹۶      | چرکس              | غلام برسبای. |  |
| ۴۹ | الملک الناصر ابوالسعادات            | ناصرالدین محمد              | ۱۸ ذی القعده ۹۰۱ / ۷ آگوست ۱۴۹۶      | ۶ ربیع الاول ۹۰۲ / ۳۱ اکتبر ۱۴۹۷     | چرکس              | پسر قایتبای |  |
| ۵۰ | الملک الظاهر                        | ابوسعید قانصوه              | ۶ ربیع الاول ۹۰۴ / ۳۱ اکتبر ۱۴۹۷     | ۲۳ ذی القعده ۹۰۵ / ۳۰ ژوئن ۱۵۰۰      | چرکس              | غلام قایتبای. |  |
| ۵۱ | الملک الاشرف                        | ابوالنصر جانبلاط            | ۲۳ ذی القعده ۹۰۵ / ۳۰ ژوئن ۱۵۰۰      | ۲۴ جمادی الثانی ۹۰۶ / ۲۵ ژانویه ۱۵۰۱ | چرکس              | غلام امیر یشبک من مهدی الاشرفی بود که جانبلاط را به قایتبای داد و سپس قایتبای جانبلاط را آزاد کرد. |  |
| ۵۲ | الملک العادل ابوالنصر               | سیف‌الدین طومان بای          | ۲۴ جمادی الثانی ۹۰۶ / ۲۵ ژانویه ۱۵۰۱ | ۲۱ رمضان ۹۰۶ / ۲۰ آپریل ۱۵۰۱         | چرکس              | غلام قایتبای. |  |
| ۵۳ | الملک الاشرف ابوالنصر               | قانصوه غوری                 | ۲۱ رمضان ۹۰۶ / ۲۰ آپریل ۱۵۰۱         | ۱۵ رجب ۹۲۲ / ۲۴ اگوست ۱۵۱۶           | چرکس              | اصل و نسب او نامشخص است. او در پادگان غور قاهره آموزش دیده بود، از این رو او را «غوری» لقب دادند. او قبل از به سلطنت رسیدن، امیر سپاه و والی ایالات بود. |  |
| ۵۴ | الملک الاشرف ابوالنصر               | طومان بای دوم               | ۱۵ رجب ۹۲۲ / ۱۷ اکتبر ۱۵۱۶           | ۱۴ ربیع الاول ۹۲۳ / ۱۶ آپریل ۱۵۱۷    | چرکس              | اخرین سلطان مملوک. |  |